# Ølstykke
Ølstykke (även: Ølstykke Stationsby) är en tidigare tätort i Region Hovedstaden i östra Danmark, som sedan 2010 är sammanvuxen med Stenløse och utgör tätorten Ølstykke-Stenløse. Tätorten hade 14 681 invånare (2009). Den är centralort i Egedals kommun på ön Själland och ligger cirka 27,5 kilometer nordväst om centrala Köpenhamn. Ølstykke var centralort i Ølstykke kommun fram till kommunreformen 2007.